# Kitzbüheler Stadtschreiber
Der Kitzbüheler Stadtschreiber war ein Literaturpreis des Stadtschreibers in Kitzbühel.
Der Preis beinhaltet zwei Monate Aufenthalt im Herbst in Kitzbühel und ist mit der Gegenleistung des Besuches von Schulen verbunden. Der Stadtschreiber oder die Stadtschreiberin soll dabei das Interesse der Schüler für Literatur wecken. Der Preis wurde von dem pensionierten Gymnasiallehrer Jochen Burger und der Finanzstadträtin Barbara Planer initiiert. Mittlerweile wurde der Preis eingestellt.

## Preisträger
- 2007 Robert Kleindienst
- 2008 Selma Mahlknecht
- 2009 Lorenz Langenegger
- 2010 Gerhild Steinbuch
- 2011 Hannes Köhler
- 2012 Anna Weidenholzer
- 2013 Lukas Meschik